# Лупоч
Лупоч (словац. Lupoč) — село, громада округу Лученець, Банськобистрицький край, центральна Словаччина, регіон Новоград. Кадастрова площа громади — 9,34 км². Протікає потік Машкова.
Населення 222 особи (станом на 31 грудня 2017 року).

## Історія
Лупоч згадується в 1333 році.

## Населення
| Рік:            | 1994. | 2004.    | 2014.   | 2024.   |
| --------------- | ----- | -------- | ------- | ------- |
| Кількість осіб: | 203   | 234      | 245     | 234     |
| Різниця:        |       | +15,27 % | +4,70 % | -4,48 % |

| Рік:            | 2023. | 2024.   |
| --------------- | ----- | ------- |
| Кількість осіб: | 221   | 234     |
| Різниця:        |       | +5,88 % |